# Adolf Jellinek
Adolf Jellinek (in lingua ebraica: אהרן ילינק, Aharon Jelinek) (Drslavice, 26 giugno 1821 – Vienna, 28 dicembre 1893) è stato un rabbino austriaco, studioso di Cabala e mistica ebraica.

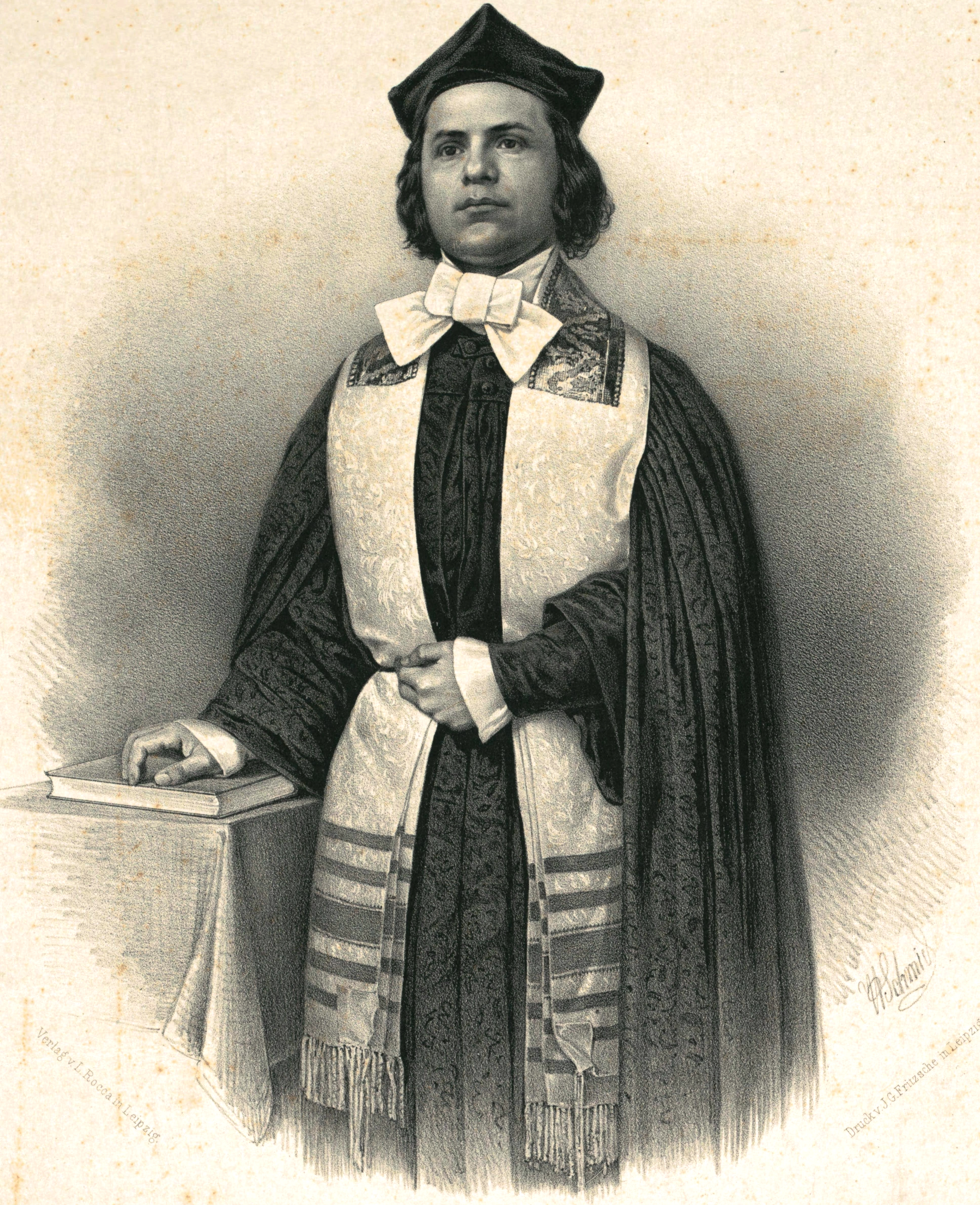
Adolf Jellinek nel 1860

Esponente di spicco della "Wissenschaft des Judentums", scrisse numerose opere sulla filosofia e sulla religione ebraica, in particolare la mistica, la Cabala, la storia della religione e la letteratura midrashica e pubblicò edizioni critiche di molte opere mai curate in precedenza. I suoi lavori sul misticismo ebraico furono studiati e apprezzati da autori del calibro di Gershom Scholem e alcune delle sue conclusioni sono tutt'oggi considerate valide dagli studiosi.
Nei suoi sermoni e nella sua attività giornalistica, Jellinek fu uno dei massimi rappresentanti dell'ebraismo liberale, difese l'emancipazione degli ebrei, fu favorevole all'integrazione degli ebrei nella cultura e nella nazione tedesca, e fu uno dei primi oppositori dell'emergente antisemitismo.

## Biografia
Dopo avere occupato per alcuni anni il posto di rabbino a Lipsia (1845-1856), divenne predicatore al Leopoldstädter Tempel di Vienna nel 1856 dove si fece apprezzare per le sue doti oratorie. Jellinek è noto soprattutto per avere dato un importante contributo allo studio degli antichi testi haggadici e cabbalistici. Sono considerati pionieristici i suoi scritti sul mistico e cabalista spagnolo del XIII secolo Abramo Abulafia. Particolarmente importante è considerata la sua opera Bēt ha-midrāsh (6 voll., 1853-77). Jellinek era il padre del giurista austriaco Georg Jellinek e dell'imprenditore Emil Jellinek.

## Opere
- Sefat Chachamim, oder Erklärung der in den Talmuden etc. vorkommenden persischen und arabischen Wörter. Leipzig 1846, Nachträge 1847.
- Elischa ben Abuja genannt Acher. Zur Erklärung und Kritik der Gutzkow’schen Tragödie „Uriel Acosta“. Leipzig 1847.(online)
- Moses ben Schem-Tob de Leon und sein Verhältniß zum Sohar. Eine historisch-kritische Untersuchung über die Entstehung des Sohar. Leipzig 1851. (Nachdruck: Hildesheim 1988, ISBN 3-487-09051-1) (online)
- Beiträge zur Geschichte der Kabbala. Leipzig, Heft 1, 1852, Heft 2, 1852. Reprint Arno Press, New York 1980, ISBN 0-405-12264-0, Hildesheim 1988, ISBN 3-487-09051-1 (online)
- Auswahl kabbalistischer Mystik, zum Theil nach Handschriften zu Paris und Hamburg, nebst historischen Untersuchungen und Charakteristiken. Leipzig 1853. (Nachdruck: Hildesheim 1988, ISBN 3-487-09051-1) (online)
- Thomas von Aquino in der juedischen Literatur. Leipzig 1853. (online)
- Bet ha-Midrasch. Sammlung kleiner Midraschim und vermischter Abhandlungen aus der ältern jüdischen Literatur. 6 Bände, Leipzig/Wien 1853–1877. (1. Band (1853) online), (2. Band (1853) online), (3. Band (1855) online), (4. Band (1857) online)
- Philosophie und Kabbala. Leipzig 1854.
- Gesammelte Predigten. Drei Bände, Wien 1862–1866.
- Der jüdische Stamm. Ethnographische Studien. Wien 1869. (online)
- Der jüdische Stamm in nichtjüdischen Sprichwörtern. Drei Bände, 1882–1886. (online)
- Diverse pubblicazioni minori dal 1876 al 1889 sui primi commentatori del Talmud, sui nomi ebraici, sull'Haggadah, ma anche sui pogrom durante la Prima Crociata o la Disputa di Barcellona del 1263.

### Traduzioni ed edizioni
Traduzione dal francese:
- Adolphe Franck: Die Kabbala oder die Religions-Philosophie der Hebräer. Übersetzt, verbessert und vermehrt von Ad.Gelinek. Heinrich Hunger, Leipzig 1844, OCLC 6882509. (online) (Neuausgabe: Weber, Amsterdam 1990, ISBN 90-73063-01-9).

Edizioni di scritti ebraici:
- Bahya ben Joseph ibn Pakuda (11. Jh.): Chowot ha-Lewawot („Pflichten der Herzen“, Original arabisch: Kitāb al-Hidāya ilā Farā'iḍ al-Qulūb), hebräische Übersetzung von Jehuda ibn Tibbon, mit einer Einleitung und Fragmenten der Josef Kimchi’schen Uebersetzung vermehrt von Adolph Jellinek. Leipzig 1846.
- Menachem ben Jehuda de Lonzano (16./17. Jh.): Ma'arik. Enth. Erklärung von Fremdwörtern in den Talmuden, Midraschim und dem Sohar und Mittheilung von Erzählungen, verf. von Menachem de Lonzano. hrsg. von Adolph Jellinek, Leipzig 1853.
- Solomon Alami (14./15. Jh.): Iggeret Musar (Brief über die Moral). R. Salomo Alʻami's Sittenlehren in Form eines Sendschreibens an einen Schüler i. J. 1415 in Portugal geschrieben. hrsg. von Adolph Jellinek, Leipzig 1854.(online)
- Judah Messer Leon (15. Jh.): Sefer ha-halaṣa (Nofet Zufim), R. Jehuda Messer Leon's Rhetorik, nach Aristoteles, Cicero und Quintilian mit besonderer Berücksichtigung auf die Heilige Schrift. Wien 1863.
- Abraham Abulafia (13. Jh.): Sefer ha-Ot. Apokalypse des Pseudo-Propheten und Pseudo-Messias Abraham Abulafia. Jubelschrift zum 70. Geburtstag des Prof. H. Graetz, Breslau 1887.